# Романов, Дмитрий Васильевич
Дми́трий Васи́льевич Рома́нов (1904—1981) — крупный организатор оборонной промышленности, советский государственный деятель.

## Биография
- 1930—1941[* 1] — заведующий технологическим бюро, заместитель начальника лекального цеха по технической части, начальник единого проектного бюро на ТОЗ
- 1941—1943 — во время эвакуации завода в Медногорск, оставался в Туле, благодаря его усилиям было организовано производство миномётов
- 1943—1957 — директор ТОЗ
- 1957—1962 — первый заместитель председателя Совнархоза Тульского экономического административного района
- 1962—1965 — первый заместитель председателя Совнархоза Приокского экономического района

С 1966 года — на пенсии. Продолжал работать в одном из НИИ в Туле.
За выдающиеся заслуги в развитии промышленности города и городского хозяйства Д. В. Романову присвоено звание Почётного гражданина Тулы.
Умер 12 сентября 1981 года. Похоронен в Туле.

## Награды и премии
- два ордена Ленина (1944; 1962)
- орден Трудового Красного Знамени (1956)
- орден Отечественной войны I степени (1945)
- Сталинская премия второй степени (1952) — за коренное усовершенствование производства